# Dode taal
Een dode taal is een  taal die in het dagelijks leven door niemand meer als voertaal wordt gebruikt, anders gezegd een taal die niemand meer beschouwt als zijn of haar moedertaal, in tegenstelling tot een levende taal. Dit soort talen wordt soms nog onderwezen in het voortgezet onderwijs en het hoger onderwijs, maar vaak ligt de nadruk dan op het vertalen van oude teksten die geschreven zijn in de betreffende taal, en niet zozeer op de actieve beheersing ervan. In België en Nederland bijvoorbeeld, staat het kunnen vertalen van het Nederlands naar het Latijn niet meer in de eindtermen van het schoolvak Latijn, in het middelbaar onderwijs.
Over de vraag of een taal echt "dood" is, bestaat verschil van mening. Zo zijn velen van mening dat het Latijn weliswaar geen moedertaalsprekers meer heeft, maar als voertaal volop voortleeft in de rooms-katholieke liturgie en/of in de talen die er rechtstreeks uit zijn voortgekomen, dat wil zeggen de moderne Romaanse talen. Het Latijn zou dan eerder als een historische, dan als een dode taal moeten worden beschouwd. Hetzelfde geldt voor het Oudgrieks, waar het Nieuwgrieks rechtstreeks van afstamt.

## Voorbeelden
Enkele voorbeelden van dode talen zijn:
- Akkadisch
- Latijn
- Oudgrieks
- Gotisch
- Oudkerkslavisch
- Oudpruisisch
- Egyptisch
- Eyak
- Guanche

## "Reanimatie" van een dode taal
Sommige dode talen zijn kunstmatig "gereanimeerd", bijvoorbeeld het in de 18e eeuw uitgestorven Cornisch. Ook het Hebreeuws is heel lang niet als voertaal in het dagelijks leven (wel in de liturgie) gebruikt, zodat het in die zin een dode taal was. Sinds de 19e eeuw is het Hebreeuws ook weer de moedertaal van een aantal overwegend joodse sprekers. In 1914 werd het Hebreeuws bovendien de voertaal van het joodse deel van Palestina. Dat was onder anderen, het werk van de journalist Eliëzer Ben-Jehoeda, die onder meer een Hebreeuws woordenboek had geproduceerd. Dit is een van de zeldzame voorbeelden van een 'herrezen dode taal', ook al is het natuurlijk onmogelijk om de gesproken taal nog precies zo te laten zijn als duizenden jaren geleden.
Er bestaan onder taalkundigen twijfels of het wel echt mogelijk is een dode taal opnieuw tot leven te wekken. Vooral in gevallen waarin tussen de dood van de laatste spreker en de eerste "reanimatiepogingen" meerdere jaren of zelfs eeuwen liggen, is het onwaarschijnlijk dat de oorspronkelijke accenten, intonaties en idiomatische bijzonderheden dezelfde zijn als in de oude, uitgestorven taal, hetgeen hoogstwaarschijnlijk ook voor het Hebreeuws geldt. Het argument is dat hier in feite, op basis van oude bronnen, een nieuwe taal wordt gecreëerd. David Crystal stelde dat een taal uitsterft, zodra er nog één spreker overblijft; taal is immers een communicatieproces, en bestaat slechts in zoverre minimaal twee mensen de taal gebruiken om met elkaar te communiceren. Een dode taal blijft in die zin dus voor altijd dood; mensen die zich een oude taal eigen maken, leren in feite in een vreemde taal met elkaar spreken, die nooit meer de oude taal als zodanig kan zijn.